# Ethan Allen Hitchcock (homme politique)
Pour les articles homonymes, voir Hitchcock (homonymie) et Ethan Allen Hitchcock.
Ethan Allen Hitchcock, né le 19 septembre 1835 à Mobile (Alabama) et mort le 9 avril 1909 à Washington, D.C., est un homme d'affaires, diplomate et homme politique américain. Membre du Parti républicain, il est ambassadeur des États-Unis en Russie entre 1897 et 1899 puis secrétaire à l'Intérieur entre 1899 et 1907 dans l'administration du président William McKinley et dans celle de son successeur Theodore Roosevelt. Il est le créateur de l'US Bureau of Reclamation (1902), agence fédérale responsable de la protection des ressources en eau des États-Unis.

## Biographie
Ethan Allen Hitchcock est le fils du juge Henry Hitchcock (1791-1839), magistrat de la Cour suprême de l'Alabama (en), et d’Anne Erwin-Hitchcock. Il est le neveu du général Ethan A. Hitchcock, petit-fils du juge Samuel Hitchcock, et arrière-petit-fils d'Ethan Allen. Il effectue ses études dans une académie militaire du Connecticut.
D'abord négociant à Saint-Louis dans le Missouri de 1855 à 1860, il s'embarque pour la Chine comme courtier pour une société d'import-export dont il deviendra finalement l'associé en 1866. Il épouse Margaret Dwight-Collier le 20 mars 1869. Le couple a trois filles : Sarah, Anne et Margaret Hitchcock.
En 1872, il se retire des affaires, et en 1874 rentre aux États-Unis. De 1874 à 1897, il préside plusieurs sociétés industrielles et minières. Il est membre des Fils de la Révolution américaine du Missouri.
Il a déjà soixante ans lorsque le Président McKinley le nomme ambassadeur extraordinaire (1897) et ministre plénipotentiaire (février 1898) en Russie : il est ainsi le premier ambassadeur accrédité par les États-Unis auprès de la cour impériale de Russie. Il est rappelé en 1898 pour servir dans le premier cabinet McKinley, puis dans le cabinet Roosevelt. En tant que secrétaire à l'Intérieur, il se lance dans un ambitieux programme de protection des ressources naturelles et réorganise l'administration des affaires indiennes.
Il meurt le 9 avril 1909 à Washington, D.C. et est inhumé au cimetière Bellefontaine de Saint-Louis.